# Prosopis hassleri
Prosopis hassleri är en ärtväxtart som beskrevs av Hermann August Theodor Harms. Prosopis hassleri ingår i släktet Prosopis och familjen ärtväxter.

## Underarter
Arten delas in i följande underarter:
- P. h. hassleri
- P. h. nigroides